# Vultures 2
Vultures 2 — второй студийный альбом американской хип-хоп супергруппы ¥$, состоящей из рэпера Канье Уэста и певца Ty Dolla Sign. Он был выпущен 3 августа 2024 года. Участие в написании альбома принимали: Young Thug, 070 Shake, Future, Playboi Carti, Kodak Black, Don Toliver, Lil Durk, Lil Wayne, Lil Baby, Charlie Wilson, Big TC, Desiigner, CyHi, а также две дочери Канье Уэста — Норт Уэст и Чикаго Уэст.

## История и создание
23 января 2024 года Уэст сообщил, что серия альбомов Vultures будет выпущена в виде трилогии, первый выйдет в феврале, второй — 8 марта, а последний — 5 апреля. Vultures 1, первая часть альбома, вышедшая 10 февраля с небольшой задержкой, заняла первое место в Billboard 200, а также во многих других странах. 25 февраля Тимбалэнд, который также работал над Vultures 1, заявил, что вторая часть «уже в пути».. 3 марта Френч Монтана анонсировал своё появление в проекте и поделился роликом, на котором он и дуэт запечатлены в студии звукозаписи. После того как альбом не вышел в запланированную дату релиза — 8 марта, Уэст объявил, что Vultures 2 всё ещё находится в работе, так как он и Ty Dolla Sign всё ещё «в лаборатории». В назначенный день Уэст и Ty Dolla Sign провели закрытую вечеринку под диджейский пульт, на которой к рэперу присоединилась его супруга Бьянка Ценсори.
10 марта в переписке с фан-страницей Канье Уэста было упомянуто, что Уэст будет продавать Vultures 2 на сайте Yeezy за 20 долларов, не распространяя его на стриминговых сервисах, как Vultures 1. Он заявил, что это решение было принято для того, чтобы «мы больше не позволяли стриминговым компаниям контролировать артистов». 14 марта на аккаунтах Уэста в TikTok и Instagram появились 1-минутные превью треков Vultures 2. Позже Уэст и Ty Dolla Sign в интервью Джастину ЛэБою на его подкасте The Download назвали новую дату релиза — 3 мая. Rolling Stone также сообщил о треке «Let Me Chill Out» при участии покойного рэпера Takeoff. Несмотря на анонс, альбом так и не был выпущен 3 мая.
6 июля Ty Dolla $ign опубликовал в Instagram официальный анонс мероприятия по прослушиванию, запланированного на 23 августа в Южной Корее. На той же неделе Уэст заявил о своем уходе из профессиональной музыки через Instagram своего коллеги Rich the Kid. Это заявление продлилось около 30 минут, после чего было объявлено о выпуске трека с рэпером Consequence под названием «No Apologies», релиз которого состоялся 12 июля.
30 июля Уэст объявил на своем сайте, что все заказы на альбом были выполнены и отправлены, и что альбом выйдет 2 августа 2024 года. Однако спустя несколько часов дата релиза была удалена с его сайта, и в настоящее время объявление гласит просто «ВСЕ ЗАКАЗЫ ВЫПОЛНЕНЫ». Альбом был выпущен 3 августа 2024 года.

## Проблемы после релиза
После выхода альбома многие поклонники были недовольны состоянием проекта, называя его «незаконченным» и «поспешным». Сообщалось о многих проблемах со сведением, например, вокал в песнях «Sky City» и «My Soul» был настроен только на одно ухо, ударные в «Dead» были слишком громкими, и многое другое. Кроме того, песни «Isabella» и «Husband» были добавлены в конце трека «Lifestyle», несмотря на то, что в списке композиций они уже были. Помимо этого, в альбоме появилась песня «530», забракованная Уэстом во время работы над Donda 2, которая, однако, не претерпела серьезных изменений по сравнению с первоначальной версией, утекшей в сеть. Несмотря на то, что в прошлом это уже случалось с другими песнями Уэста, «530», похоже, была взята прямо из загруженной фанатами версии на YouTube, о чем свидетельствует более низкое качество звука по сравнению с остальными композициями. В песне нет вокала Ty Dolla $ign, а в момент смены бита Уэст «бормочет». В связи с незаконченным характером песни некоторые задались вопросом, почему она была включена в альбом, будучи незавершенной. Кроме того, певица Swsh, которая является автором семпла, использованного в «530», подтвердила на своём аккаунте в TikTok, что Уэст не покупал права на семпл.
Многие быстро отметили очевидное использование искусственного интеллекта в проекте, в основном в песнях «Field Trip» и «Sky City». Часть оригинального куплетов Ty Dolla $ign в песне «Field Trip» отсутствовала, их заменил ИИ-вокал Уэста. Кроме того, в первом куплете песни «Sky City» звучит куплет, написанный и исполненный частым соавтором Уэста CyHi, а на вокал наложен ИИ-фильтр голоса Уэста. Хотя в обеих песнях используется искусственный интеллект, в каждую из них, по крайней мере в одну строчку, вставлена настоящий голос Уэста, что заставляет многих задаваться вопросом, почему Уэст не записал эти куплеты сам. В «Sky City» также присутствует куплет CyHi без фильтра и оригинальный куплет Уэста без использования искусственного интеллекта.
В ответ на критику, спустя несколько часов после выхода альбома, в него начали вноситься изменения. Среди них — обновленное сведение в песнях «Sky City», «Field Trip» и «Fried», а песня «Maybe» была переименована в «Forever» и сокращена на минуту. На данный момент искусственный вокал всё ещё присутствует, несмотря на то, что песни с ним были обновлены.

## Обложка
9 марта Уэст анонсировал альбом и показал его обложку через свой аккаунт в Twitter. На обложке изображен одетый во всё черное Ty Dolla Sign в маске, держащий в руках портрет своего брата, Джабреала «Big TC» Мухаммада, который в момент выхода альбома отбывает пожизненное заключение за убийство, которого, как утверждают братья, он не совершал.

## Критика
| Совокупная оценка | Совокупная оценка |
| Источник          | Оценка            |
| ----------------- | ----------------- |
| Metacritic        | 39                |
| Оценки критиков   |                   |
| Источник          | Оценка            |
| Rolling Stone     | [ 22 ]            |

Альбом получил преимущественно негативные отзывы. Стивен Кирз назвал альбом ещё более ужасным и "дрянным", чем VULTURES 1, что в нем нет жизни. В Rolling Stone альбом посчитали скучным и недостойным внимания, денег и времени.

## Список композиций
| №                   | Название                                                            | Автор(ы) | Продюсеры | Длительность |
| ------------------- | ------------------------------------------------------------------- | --- | --- | ------------ |
| 1.                  | «Slide»                                                             | Йе Тайрон Уильям Гриффин — младший Фредерик Гибсон Шаблон:Wheezy Райдер Букаро Лондон Холмс [англ.] Асвад Асиф Артуро Фратини                                           | Йе Ty Dolla Sign Fred Again Wheezy [англ.] Аполло Паркер Ryderoncrack London on da Track [англ.] AyoAA Лестер Ноуэр | 3:17         |
| 2.                  | «Time Moving Slow»                                                  | Йе Гриффин Орландо Уайлдер Асиф Азул Винтер Натан Баттс Конрад Жирек Сэмюэл Линдли [англ.]                                                                              | Йе Ty Dolla Sign Fya Man AyoAA Азул Натан Баттс Shdøw The Legendary Traxster [англ.]                                | 2:40         |
| 3.                  | «Field Trip» (при участии Don Toliver, Playboi Carti и Kodak Black) | Йе Гриффин Калеб Толивер Джордан Картер Билл Капри Гласс Линдли Дилан Клири-Крелл                                                                                       | Йе Ty Dolla Sign Wheezy The Legendary Traxster Dez Wright                                                           | 2:47         |
| 4.                  | «Fried»                                                             | Йе Гриффин Грант Дикинсон Насир Пембертон [англ.] Марк Уильямс [англ.] Рауль Кубина [англ.]                                                                             | Йе Ty Dolla Sign TheLabCook Digital Nas [англ.] Ojivolta [англ.]                                                    | 2:59         |
| 5.                  | «Isabella»                                                          | | | 0:09         |
| 6.                  | «Promotion» (при участии Фьючера)                                   | Йе Гриффин Нейведиус Кэш Асиф Гласс Холмс Линдли | Йе Ty Dolla Sign AyoAA Wheezy London on da Track The Legendary Traxster                                             | 2:39         |
| 7.                  | «Husband»                                                           | | | 2:18         |
| 8.                  | «Lifestyle» (при участии Лила Уэйна)                                | Йе Ty Dolla Sign Дуэйн Картер-младший Нико Баран Майкл Муле [англ.] Исаак де Бони [англ.]                                                                               | Йе Нико Баран FnZ [англ.]                                                                                           | 5:31         |
| 9.                  | «Forever»                                                           | Йе Гриффин | Йе | 1:27         |
| 10.                 | «Bomb» (при участии при участии Норт Уэст и Чикаго Уэст)            | Йе Норт Уэст [англ.] Чикаго Уэст Линдли | Йе The Legendary Traxster                                                                                           | 2:32         |
| 11.                 | «River» (при участии Янг Тага)                                      | Йе Гриффин Джеффери Уильямс Джордан Дженкс Асиф Пембертон Холмс Линдли                                                                                                  | Йе Pi’erre Bourne AyoAA Digital Nas London on da Track The Legendary Traxster                                       | 4:07         |
| 12.                 | «530»                                                               | Йе Макси Ли Райлес III Тиван Райбон Джон Каннингем Муле Де Бони Джахмал Гвин Эван Маст [англ.]                                                                          | Йе Джон Каннингем FnZ BoogzDaBeast E.Vax [англ.]                                                                    | 4:50         |
| 13.                 | «Dead» (при участии Фьючера и Lil Durk)                             | Йе Гриффин Кэш Дёрк Бэнкс Джейкоб Кандей [англ.] Гласс Холмс | Йе ATL Jacob [англ.] Wheezy London on da Track                                                                      | 4:23         |
| 14.                 | «Forever Rolling» (при участии Lil Baby)                            | Йе Гриффин Доминик Джонс Джеффри Джонс — младший Аарон Батлер Хеннинг Грюшов Мэтью Робинсон                                                                             | Йе Foreverrolling Flex on the Beat Audiovista Mattazik Muzik                                                        | 3:17         |
| 15.                 | «Sky City» (при участии Desiigner, 070 Shake и CyHi)                | Йе Гриффин Сидни Селби-третий Даниэль Бальбуэна [англ.] Сайдел Янг [англ.] Гвин Тимоти Мосли                                                                            | Йе BoogzDaBeast Тимбалэнд                                                                                           | 3:51         |
| 16.                 | «My Soul» (при участии Big TC)                                      | Йе Гриффин Джабреаль Мухаммад Аарон Сандей Исраэль Бойд Марк Мбого [англ.] Энтони Клемонс-младший. [англ.] Гвин Муле Де Бони Чарльз Нджапа [англ.] Сэмюэл Глоад [англ.] | Йе BoogzDaBeast FnZ 88-Keys [англ.] 30 Roc [англ.]                                                                  | 3:45         |
| Общая длительность: | Общая длительность:                                                 | Общая длительность: | Общая длительность:                                                                                                 | 51:21        |